# HP 9000
HP 9000は、ヒューレット・パッカード (HP) のコンピュータ製品シリーズの名称である。
主にHP-UXオペレーティングシステムを利用することが前提とされていた。

## 概要
最初のシステムは1982年に登場した シリーズ 520 である。
それより以前の機種である HP 9836 は後に HP 9000 シリーズ 236 として編入された。
HP 9000 の全ての機種は HP-UXオペレーティングシステムを動作させることができる。
多くの機種はLinuxオペレーティングシステムも動作させることができる。
いくつかの機種ではNEXTSTEPオペレーティングシステムが動作できる。
当初、HP 9000 シリーズ 500 系列では、FOCUSアーキテクチャをベースとしていた。
後に HP 9836 が編入され、HPはモトローラのM68kアーキテクチャを シリーズ200, 300, 400 で使用した。
HPは独自のRISC設計であるPA-RISCに移行し、シリーズ 700, 800, 400 で使用している。
現在のモデルはPA-RISCか、後継のIA-64アーキテクチャである。HPは1989年にアポロコンピュータ社を買収後にシリーズ 400をリリースしたが、これは Apollo 400 としても知られている。
これらの機種はHP-UX以外にアポロのDomain/OSも動作した。
2001年、HPは HP 9000 サーバの機種名のつけ方を変更した。Aクラスは rp2400s に、Lクラスは rp5400s に、Nクラスは rp7400s に変更された。
"p" というプレフィックスは PA-RISCアーキテクチャを意味している。
"x" は IA-64 を使った Integrity サーバを示す。
なお、Integrity サーバはこの項目では扱っていない。

## シリーズと機種
以下はHPが HP 9000 ラインとして製造したシリーズと機種を示している。

### 旧シリーズのサーバ
- 800 シリーズ — 807, 817, 822, 825, 827, 832, 835, 837, 842, 845, 847, 850,855, 857, 867, 877, 887, 897
- 1200 FT シリーズ — 1210, 1245, 1245 PLUS
- Dクラス — D200, D210, D220, D230, D250, D260, D270, D280, D300, D310, D320, D330, D350, D360, D370, D380, D390
- Eクラス — E25, E35, E45, E55
- Fクラス — F10, F20, F30
- Gクラス — G30, G40, G50, G60, G70
- Hクラス — H20, H30, H40, H50, H60, H70
- Iクラス — I30, I40, I50, I60, I70
- Kクラス — K100, K200, K210, K220, K250, K260, K370, K380, K400, K410, K420, K450, K460, K570, K580
- Rクラス — R380, R390
- Tクラス — T500, T520, T600
- Vクラス — V2200, V2250, V2500, V2600

#### Dクラス
Dクラスは、タワー型サーバで、最大2CPUまで。HP はこのクラスのマシンを大きなキャビネットに積み上げる形で集積して出荷することがあった。Dクラスはアーキテクチャ的にはKクラスに似ている。

#### Rクラス
Rクラスは、Dクラスのマシンを19インチラック向けにパッケージし直したものである。Dクラスとの違いは、ホットプラグディスクをサポートしていない点である。

#### Nクラス
Nクラスは 10Uサイズのサーバで、最大8プロセッサ、PCIバス17スロット(うち15スロットがユーザ用)である。
ふたつのMercedバスを持っていて、それぞれに4プロセッサぶんのスロットがある。
NUMAマシンではなく、全メモリに対して等しくアクセスすることができる。
しかし、I/Oは等しくなく、Ike IOMMUがバス毎にありCPUは特定のI/Oスロットに近いという構造を持っている。
NクラスはItanium化可能として販売された。
もちろんItaniumは搭載できるとしても、Nクラスがリリースされた当時 Itaniumはまだリリースされておらず、その後にItaniumをNクラスに搭載するアップグレードが発表されたこともない。
Nクラスは、Mercedバスを使うためにDEWと呼ばれる特殊なアダプターをPA-RISCプロセッサに使っていた。
N4000は、プロセッサがアップグレードされ、それによって機種名も N4000-36, N4000-44, N4000-55 とプロセッサのスピードを表す数字がついていた。2001年に rp7400 へと改名された。

#### Lクラス
Lクラスは 7Uサイズのサーバで、最大4プロセッサ(機種によって最大は異なる)である。
PCIバス12スロットのうち10スロットがユーザ使用可能である。
2001年に rp5400 と改名された。
L1000 と L2000 は A400 と A500 によく似ており、Astro/Elroyの組み合わせに基づいている。
当初 360MHz PA8500を搭載していたが、後に 440MHz PA8500 と 550MHz PA8600 にアップグレードされた。
L1500 と L3000 は N4000 とよく似ていて DEW/Ike/Elroy の組み合わせとなっている。

#### Aクラス
A180 と A180C は 32ビット 1プロセッサの 2Uサーバであり、PA7300LCプロセッサにASICのLasiとDinoを搭載している。
A400 と A500 サーバは 64ビット 2プロセッサの 2Uサーバであり、PA8500 あるいはその後継プロセッサを搭載し、Astro IOMMU と Elroy PCIアダプタを使用している。
A400-36 は 360MHzのPA8500を搭載し、A400-44 と A500-44 は 440MHzである。
A500-55 は 550MHzのPA8600を搭載し、A500-75 は 750MHzのPA8700を搭載している。
2001年、Aクラスは rp2400と改名された。

#### Vクラス
Vクラスのシステムは、コンベックス・コンピュータの Exampler の名前を変えただけのものである。V2200 と V2250 は最大 16 プロセッサをサポートし、V2500 と V2600 は最大 32 プロセッサをサポートする。冷却機構と三相交流が必要であった。Tクラスと Superdome の中間的な位置づけであった。

### 新シリーズのサーバ
- rp2400's — rp2400, rp2405, rp2430, rp2470
- rp3400's — rp3410-2, rp3440-4
- rp4400's — rp4440-8
- rp5400's — rp5400, rp5405, rp5430, rp5450, rp5470
- rp7400's — rp7400, rp7405, rp7410, rp7420-16
- rp8400's — rp8400, rp8410, rp8420-32
- Superdomes — SD-32, SD-64, SD-128

HP Integrityも参照されたい。

### ワークステーション
- シリーズ 100 —
- シリーズ 200 — 236
- シリーズ 300 — 310, 318, 319, 320, 322, 330, 332, 340, 345, 350, 360, 362, 370, 375, 380, 382, 385
- シリーズ 400 (Apollo 400) — 400dl, 400s, 400t, 425dl, 425e, 425s, 425t, 433dl,433s, 433t
- シリーズ 500 — 520, 530, 540
- シリーズ 600 — 635SV, 645SV
- シリーズ 700 — 705, 710, 712, 715, 720, 725, 730, 735, 742, 743, 744, 745, 747, 748, 750, 755
- Bクラス — B132L, B160L, B180L, B1000, B2000, B2600
- Cクラス — C100, C110, C132L, C160, C160L, C180, C180L, C180XP, C200, C240, C360, C3000, C3600, C3650, C3700, C3750, C8000
- Jクラス — J200, J210, J210XC, J280, J282, J2240, J5000, J5600, J6000, J6700, J6750, J7000

#### シリーズ 300/400
シリーズ 300 は MC68000系プロセッサを使用しており、MC68010（モデル 310）から MC68040（モデル 38x）までが使われた。モデル340は、68030/68882(16.6MHz)搭載で、4MIPSの処理能力を持つとされ、OSとしてHP-UX、ウィンドウ・システムはX11を採用、グラフィック解像度は1,023x768または1,280x1,024ドットであった。シリーズ 400 はアポロコンピュータのワークステーションの後継を意図したもので、68030/040 を使用していた。"HP Apollo" のブランドで販売され、Domain/OS 互換であった。

#### シリーズ 500
シリーズ 500 は FOCUSアーキテクチャをベースとし、HPオリジナルの32ビットプロセッサを搭載。オペレーティングシステムとしてHP-UXが提供された。発表当初の名称は"HP 9020, 9030, 9040"であったが、"HP 9000 Series 500 Model 20, 30, 40"に改称。さらにその後"HP 9000 Model 520, 530, 540"に改称された。
- モデル 20（520）：14,343,000円（デスクトップ型。本体、モノクロディスプレイ、プリンタ、フロッピーディスクドライブ、ソフトウェア。）
- モデル 30（530）：6,636,000円（ラックマウント型。本体のみ。）
- モデル 40（540）：12,894,000円（デスクサイド型。本体、ソフトウェアのみ。）

#### シリーズ 700
シリーズ 700 は "Snakes"ワークステーション(705, 710, 720, 730, 750)から始まった。
これらは PA7000プロセッサを搭載し、NCR 53c700 SCSIコントローラを備えていた。
後継機種(715/33, 715/50, 715/75, 725/50, 725/75, 735/99, 735/125, 755/99, 755/125)はPA7100プロセッサを搭載していた。
スラッシュ(/)の後の数字はプロセッサのクロック周波数を示している。
さらに後継として 712/60, 712/80, 712/100, 715/64, 715/80, 715/100, 715/100 XC, 725/100が登場した。
これらは PA7100LC プロセッサと Lasi ASIC を搭載してGSCバスで接続されていた。
Lasi ASICは、NCR 53c710 SCSIインターフェイスとインテルのApricot 10Mビットイーサネットインターフェイス、CD品質のサウンド、PS/2キーボードおよびマウス、シリアルとパラレルポートをまとめたものである。
712シリーズ以外は、Wax ASIC を使ってEISAアダプタを接続しており、二つ目のシリアルポートとHILバスをサポートしている。
なお、712シリーズに搭載されたPA7100LCはCPUレベルでマルチメディア機能が強化されていた。例えば、追加バッファ無しで擬似的に24bitカラーを表示させる機能やMPEG-1のデコード支援機能を搭載していた。これらはHP提供のマルチメディア機能ソフトウェア(M-Power)他で利用可能だった。

#### 工業用ワークステーション
742, 743, 744, 745i, 747i, 748,
HPはHP-UX互換のリアルタイムオペレーティングシステムであるHP-RTというOSを提供していた。
これらの機種はこのHP-RTをベースに工業システムのコントロールを行うためのシステムを
想定して設計された製品である。
これらの機種ではVMEバスを採用しており、形状は現在のブレードのようなカード型
である。
利用に当たっては電源などを供給するエンクロージャが必須となる。
機器への組み込みを意識して極力実装をシンプルにすべくVGA、SCSI、シリアル
等の外部I/Fはミニチュアプラグ化されるなど、徹底した設計となっている。
なお、基本的な内部構造は同じであることから、HP-UXも動作させることは可能。

#### B, C, J クラス
C100, C110, J200, J210, J210XC は PA7200プロセッサを搭載し、UTurn IOMMUを経由して Runwayバスを接続している。
C100 と C110 はシングルプロセッサで、J200 と J210 はデュアルプロセッサである。
UTurn IOMMUはふたつのGSCバスを持っている。
これらのマシンはLasiとWax ASICを使っている。
B132L, B160L, B180L, C132L, C160L, C180L は PA7300LCプロセッサを搭載している(PA7100LCの進化版)。
これらのマシンは Dino GSC to PCIアダプタを使っている。
DinoはPCIアダプタとしてだけでなく、Waxの代わりにふたつめのシリアルポートも提供している。
これらのマシンはオプションでWax EISAアダプタを搭載する。
C160, C180, C180-XP, J280, J282 は PA8000プロセッサを搭載した最初の64ビット化可能なワークステーションである。
ただし、通常は32ビットモードで動作していた。
これらは、従来と同様のRunway/GSCアーキテクチャをベースとしている。
C200, C240, J2240 は PA8200プロセッサを搭載し、C360 は PA8500 プロセッサを搭載している。
B1000, B2000, C3000, J5000, J7000 は PA8500プロセッサを搭載しているが、従来とは構造が異なっている。
U2/Uturn IOMMUとGSCバスは消え去り、Astro IOMMUが搭載された。
これによりいくつかのElroy PCIアダプタを接続する。
B2600, C3600, J5600 は PA8600プロセッサを搭載している。
J6000はラックマウント可能なワークステーションで、タワー型として設置することもできる。
C3650, C3700, C3750, J6700, J6750 は PA8700プロセッサを搭載している。
C8000 はデュアルコアのMakoプロセッサを搭載している。
MckinleyやMadisonと同じIA-64プロセッサであり、zx1チップセットを使用している。
Elroy PCIアダプタは、Mercury PCI-Xアダプタで置き換えられ、Quicksilver AGP 8xアダプタを搭載している。

## オペレーティングシステム
HP-UX と Domain/OS（シリーズ 400）以外に、多くの HP 9000 シリーズで Linux が動作可能である。一部機種では NEXTSTEP も動作する。
BSD は HPBSD として移植され、そのコードは後に 4.4BSD に追加された。NetBSD と OpenBSD も HP 9000 で動作する（68k系もPA-RISC系も）。